# Associazione Calcio Campobasso 1999-2000
Questa pagina raccoglie le informazioni riguardanti l'Associazione Calcio Campobasso nelle competizioni ufficiali della stagione 1999-2000.

## Rosa
| N. |                   | Ruolo | Calciatore            |
| -- | ----------------- | ----- | --------------------- |
|    | Italia (bandiera) | D     | Ugo Armanetti         |
|    | Italia (bandiera) | D     | Carlo Arrais          |
|    | Italia (bandiera) | C     | Vincenzo Battimelli   |
|    | Italia (bandiera) | C     | Massimilino Berardini |
|    | Italia (bandiera) | C     | Antonio Bucciarelli   |
|    | Italia (bandiera) | A     | Luigi Caliano         |
|    | Italia (bandiera) |       | Michele Calzone       |
|    | Italia (bandiera) | C     | Alfredo Cariello      |
|    | Italia (bandiera) | C     | Gianluca Catania      |
|    | Italia (bandiera) |       | Salvatore Coppola     |
|    | Italia (bandiera) | C     | Antonio Corradino     |
|    | Italia (bandiera) | C     | Antonio Cresta        |
|    | Italia (bandiera) |       | Domenico D'Aversa     |
|    | Italia (bandiera) | D     | Maurizio De Pascale   |
|    | Italia (bandiera) | P     | Gianluca De Rosa      |

| N. |                    | Ruolo | Calciatore             |
| -- | ------------------ | ----- | ---------------------- |
|    | Italia (bandiera)  | C     | Antonio De Stefano     |
|    | Italia (bandiera)  | C     | Guido Di Deo           |
|    | Italia (bandiera)  | D     | Juan José Di Stefano   |
|    | Italia (bandiera)  | D     | Antonio Rocco Divella  |
|    | Italia (bandiera)  | A     | Alessio Galantucci     |
|    | Italia (bandiera)  | D     | Osvaldo Mancini        |
|    | Italia (bandiera)  | C     | Carmine Minauda        |
|    | Italia (bandiera)  | A     | Orazio Liberato Mitri  |
|    | Italia (bandiera)  | P     | Vincenzo Nunziata      |
|    | Italia (bandiera)  | D     | Massimiliano Palumbo   |
|    | Italia (bandiera)  | A     | Gaetano Poziello       |
|    | Italia (bandiera)  |       | Pino Rinaldi           |
|    | Croazia (bandiera) | A     | Dragutin Ristić        |
|    | Italia (bandiera)  | A     | Salvatore Sibilli      |
|    | Italia (bandiera)  | A     | Angelo Somma           |
|    | Italia (bandiera)  | A     | Adriano Alex Taribello |

## Risultati

### Serie D

#### Girone d'andata
| Arbitro: | Mancini (Napoli) |

|                                             |           |  |
| Sibilli 17’ Poziello 23’ Armanetti 49’, 88’ | Marcatori |  |

| Isernia 12 settembre 1999 2ª giornata | Isernia               | 0 – 0 | Campobasso | Stadio X Settembre\| Arbitro: \| Iacovacci (Frosinone) \| |
| Arbitro:                              | Iacovacci (Frosinone) |       |            |                                                           |

| Campobasso 19 settembre 1999 3ª giornata | Campobasso            | 0 – 0 | Melfi | Stadio Nuovo Romagnoli\| Arbitro: \| Iannaccone (Avellino) \| |
| Arbitro:                                 | Iannaccone (Avellino) |       |       |                                                               |

| Arbitro: | Perazza (L'Aquila) |

|               |           |           |
| Taribello 55’ | Marcatori | 24’ Somma |

| Arbitro: | Bruno (Lecce) |

|                                                           |           |             |
| De Pasquale 8’ (aut.) Bellacicco 26’ D'Ermilio 48’ (rig.) | Marcatori | 58’ Sibilli |

| Arbitro: | Spaventa (Tivoli) |

|                                    |           |  |
| Armanetti 4’ Poziello 90+3’ (rig.) | Marcatori |  |

| Arbitro: | Corvino (Foggia) |

|  |           |               |
|  | Marcatori | 55’ Taribello |

| Arbitro: | Landolfo (Frattamaggiore) |

|                                     |           |               |
| Sibilli 10’ Mitri 53’ Taribello 64’ | Marcatori | 63’ D'Addabbo |

| Arbitro: | Fabiano (Salerno) |

|                           |           |                           |
| Prisciandaro 48’ Cota 82’ | Marcatori | 42’ Armanetti 50’ Sibilli |

| Arbitro: | Campagna (Ostia Lido) |

|           |           |                       |
| Mitri 30’ | Marcatori | 60’ (aut.) De Pascale |

| Arbitro: | Pepe (Nocera Inferiore) |

|  |           |             |
|  | Marcatori | 61’ Sibilli |

| Arbitro: | Iannone (Napoli) |

|                    |           |  |
| Cariello 2’, 45+2’ | Marcatori |  |

| Arbitro: | Ciampi (Roma 1) |

|             |           |                               |
| D'Apice 90’ | Marcatori | 90+1’ Sibilli 90+2’ Taribello |

| Arbitro: | Camilli (Roma) |

|  |           |                |
|  | Marcatori | 82’ Dell'Oglio |

| Arbitro: | Finazzi (Torino) |

|                                           |           |                         |
| Maggiore 7’ (rig.) Gesuito 9’ Di Bari 25’ | Marcatori | 13’ Ristić 82’ Cariello |

| Arbitro: | Iacovacci (Frosinone) |

|                                        |           |  |
| Sibilli 79’ Taribello 83’ Ristić 90+4’ | Marcatori |  |

| Arbitro: | Damato (Barletta) |

|               |           |                          |
| Di Pietro 22’ | Marcatori | 45+3’ Sibilli 60’ Cresta |

#### Girone di ritorno
| Arbitro: | Gialluisi (Barletta) |

|              |           |                                            |
| De Nuzzo 78’ | Marcatori | 22’ Galantucci 57’ (rig.) Ristić 88’ Mitri |

| Arbitro: | Germini (Perugia) |

|               |           |  |
| Armanetti 67’ | Marcatori |  |

| Arbitro: | Pepe (Nocera Inferiore) |

|  |           |                              |
|  | Marcatori | 22’ (rig.) Sibilli 88’ Mitri |

| Arbitro: | Chiantini (Avezzano) |

|                |           |  |
| Galantucci 23’ | Marcatori |  |

| Arbitro: | Polci (Macerata) |

|                          |           |  |
| Galantucci 19’ Mitri 49’ | Marcatori |  |

| Arbitro: | Evangelista (Avezzano) |

|                   |           |                  |
| Krstic 63’ (rig.) | Marcatori | 15’, 56’ Sibilli |

| Arbitro: | Casotti (Napoli) |

|            |           |            |
| Arrais 10’ | Marcatori | 5’ Bagnoli |

| Arbitro: | Torella (Roma) |

|  |           |                    |
|  | Marcatori | 84’ (rig.) Sibilli |

| Arbitro: | Parisi (Tivoli) |

|             |           |  |
| Mitri 45+1’ | Marcatori |  |

| Arbitro: | Frezza (Roma) |

|                   |           |                                       |
| Ciullo 17’ (rig.) | Marcatori | 38’, 43’ Mitri 39’ Ristić 78’ Sibilli |

| Arbitro: | Di Liberatore (Teramo) |

|               |           |  |
| Galantucci 3’ | Marcatori |  |

| Arbitro: | Casotti (Napoli) |

|                     |           |                                          |
| De Falco 86’ (rig.) | Marcatori | 20’ Sibilli 31’ Galantucci 56’ Taribello |

| Arbitro: | Durante (San Benedetto del Tronto) |

|                             |           |  |
| Corradino 2’ Galantucci 57’ | Marcatori |  |

| Arbitro: | Zambon (Padova) |

|              |           |  |
| Ciampoli 80’ | Marcatori |  |

| Arbitro: | Velotto (Grosseto) |

|                                  |           |               |
| Corradino 36’ Sibilli 85’ (rig.) | Marcatori | 90+3’ Di Bari |

| Arbitro: | Rocchi (Firenze) |

|            |           |                |
| Romito 36’ | Marcatori | 57’ Galantucci |

| Arbitro: | Ciancaleoni (Foligno) |

|                                      |           |  |
| Corradino 43’ Mitri 61’ Cariello 86’ | Marcatori |  |

### Poule Scudetto

#### Turno preliminare
| Arbitro: | Landolfo (Ferrandina) |

|                        |           |  |
| D'Aviri 77’ Riganò 90’ | Marcatori |  |

| Arbitro: | Frezza (Roma) |

|                               |           |                                            |
| Ristić 44’, 45’ Taribello 84’ | Marcatori | 57’ (aut.) Berardini 68’ Zottoli 83’ Genco |

### Coppa Italia Serie D
| Arbitro: | Fabiano (Salerno) |

|                              |           |                           |
| Caliano 30’, 54’, 66’ (rig.) | Marcatori | 64’ (rig.), 68’ Carosella |

| 29 agosto 1999 2ª giornata |  | – Il Campobasso riposa |  |  |

| Arbitro: | Zeno (Napoli) |

|              |           |  |
| Chianese 84’ | Marcatori |  |

## Statistiche

### Statistiche di squadra
| Competizione         | Punti | In casa | In casa | In casa | In casa | In casa | In casa | In trasferta | In trasferta | In trasferta | In trasferta | In trasferta | In trasferta | Totale | Totale | Totale | Totale | Totale | Totale | DR  |
| Competizione         | Punti | G       | V       | N       | P       | Gf      | Gs      | G            | V            | N            | P            | Gf           | Gs           | G      | V      | N      | P      | Gf     | Gs     | DR  |
| -------------------- | ----- | ------- | ------- | ------- | ------- | ------- | ------- | ------------ | ------------ | ------------ | ------------ | ------------ | ------------ | ------ | ------ | ------ | ------ | ------ | ------ | --- |
| Serie D              | 76    | 17      | 13      | 3       | 1       | 29      | 5       | 17           | 10           | 4            | 3            | 28           | 17           | 34     | 23     | 7      | 4      | 57     | 22     | +35 |
| Poule Scudetto       | 1     | 1       | 0       | 1       | 0       | 3       | 3       | 1            | 0            | 0            | 1            | 0            | 2            | 2      | 0      | 1      | 1      | 3      | 5      | -2  |
| Coppa Italia Serie D | 3     | 1       | 1       | 0       | 0       | 3       | 2       | 1            | 0            | 0            | 1            | 0            | 1            | 2      | 1      | 0      | 1      | 3      | 3      | 0   |
| Totale               | -     | 19      | 14      | 4       | 1       | 35      | 10      | 19           | 10           | 4            | 5            | 28           | 20           | 38     | 24     | 8      | 6      | 63     | 30     | +32 |